# Johannes (Apostel)

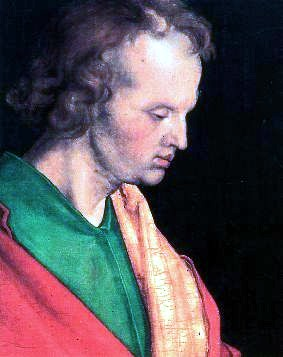
Albrecht Dürer – Apostel Johannes (Ausschnitt aus Die vier Apostel, 1526)

Der Apostel Johannes (griechisch Ἰωάννης υἱὸς [oder ὁ] τοῦ Ζεβεδαίου Ioánnes hyiós [oder ho] tou Zebedaíou, lateinisch Iohannes Zebedaei, also Johannes, der Sohn des Zebedäus) war nach dem Zeugnis des Neuen Testaments ein Jünger Jesu Christi und wird in der christlichen Tradition mit dem „Lieblingsjünger“ Jesu aus dem Johannesevangelium identifiziert. Damit gilt er auch traditionell als Verfasser des vierten Evangeliums. Wegen der hochfliegenden Theologie seines Evangeliums wird er traditionell Johannes der Theologe genannt.

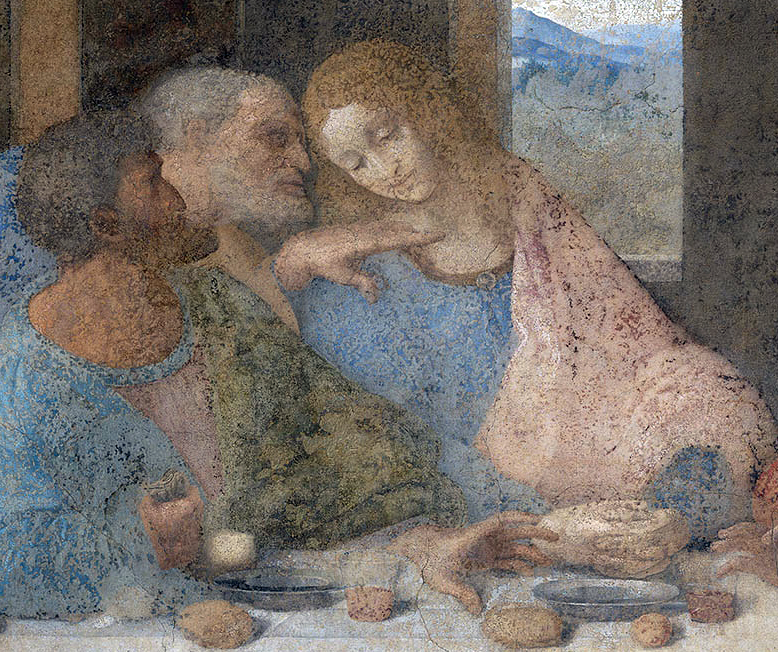
Johannes (rechts) – Detail aus dem Wandgemälde Das Abendmahl von Leonardo da Vinci (1494–1497)

## Biblische Grundlagen

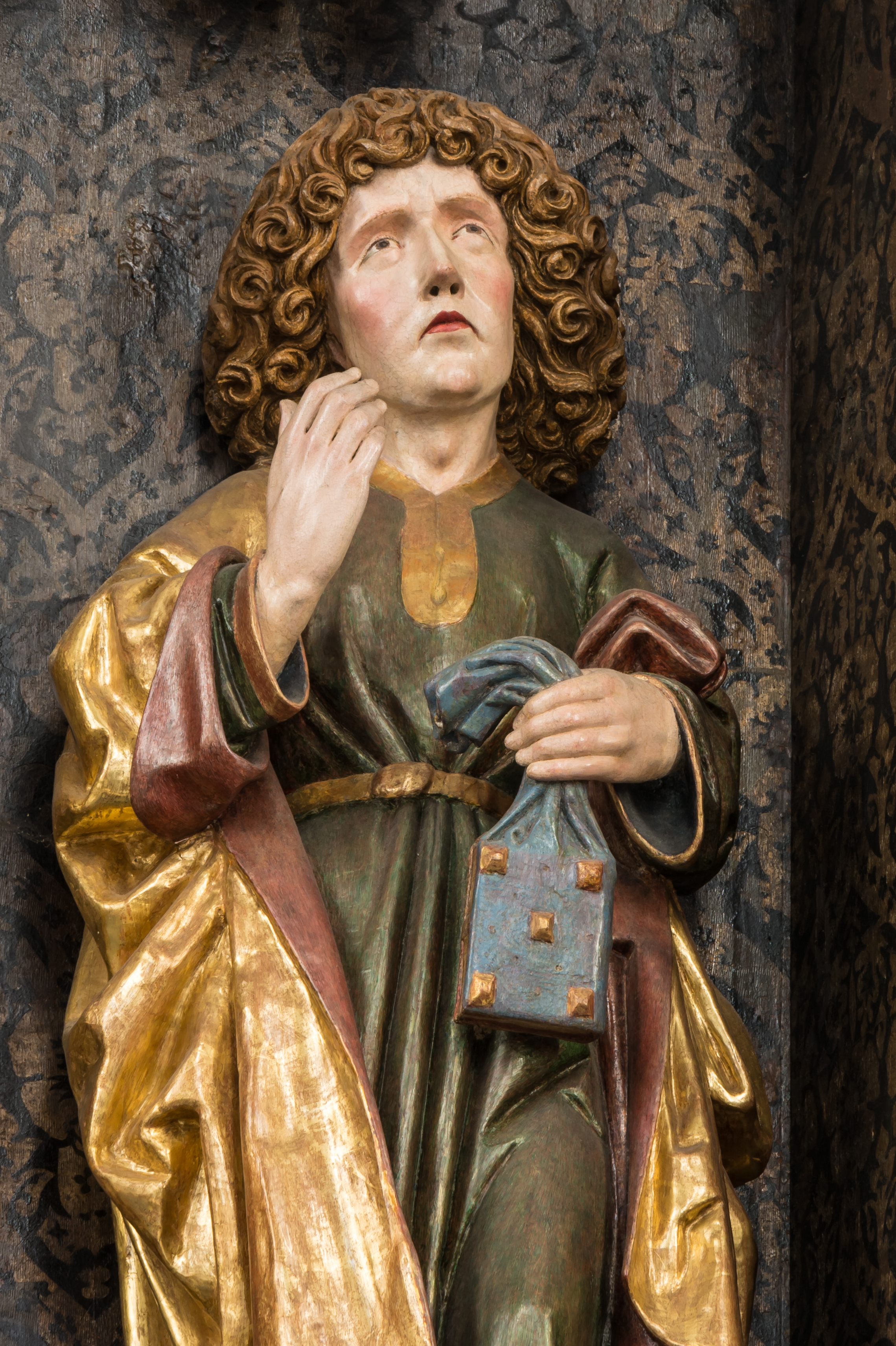
Johannes unter dem Kreuz (Flügelaltar in der Pfarrkirche Pöggstall, um 1500)

### Der Apostel
Nach dem gemeinsamen Zeugnis der synoptischen Evangelien war Johannes einer der zwölf Apostel, die Jesus erwählt hatte, und gehörte zusammen mit Simon Petrus und Jakobus dem Älteren zum engsten Kreis der Jünger, der nach dem Zeugnis der Apostelgeschichte des Lukas und des Apostels Paulus von Tarsus auch in der jungen Kirche weiter eine besondere Rolle spielte.
Johannes wird in den Evangelien als Sohn des Zebedäus und als Bruder von Jakobus dem Älteren vorgestellt. Johannes und Jakobus sollen von Beruf Fischer am See Gennesaret gewesen sein (Mk 1,19–21 ). Sie bekamen von Jesus den aramäischen Beinamen Boanerges, was das Evangelium nach Markus als Donnerskinder übersetzt (Mk 3,17 ). Der christlichen Tradition zufolge soll der Name der Mutter der Zebedäussöhne Salome gelautet haben. Dies geht auf eine Auslegung von Mt 27,56  zurück, wo an Stelle der bei Mk 15,40  erwähnten „Salome“ von der „Mutter der Söhne Zebedäi“ die Rede ist.
Die früheste Erwähnung findet Johannes im um 50 entstandenen Brief des Paulus an die Galater, in dem der Verfasser auf das Ansehen hinweist, das Johannes nach Jakobus und Kephas (Petrus) als eine der drei „Säulen“ der jungen Kirche oder der Jerusalemer Gemeinde genieße: Ἰάκωβος καὶ Κηφᾶς καὶ Ἰωάννης, οἱ δοκοῦντες στῦλοι εἶναι. Iakobos kai Kephas kai Ioannes, hoi dokountes styloi einai. (Gal 2,9 ).

### Der „Lieblingsjünger“
Im Johannesevangelium wird von einem namentlich nicht genannten Jünger stets mit der Wendung „der, den Jesus liebte“ gesprochen (Joh 13,23 ; Joh 19,26 ; Joh 21,20 ). Daher hat dieser Jünger in der christlichen Tradition die Bezeichnung Lieblingsjünger erhalten. Gemäß dem Schlusswort des Evangeliums (Joh 21,24 ) handelt es sich dabei um den Evangelisten. Das Evangelium – wie auch die übrige neutestamentliche Literatur – verzichtet jedoch auf eine eindeutige Identifizierung dieser Person mit einem der Apostel. Daher ist eine Identität des Evangelisten mit dem Apostel umstritten.

## Kirchliche Tradition und historische Forschung

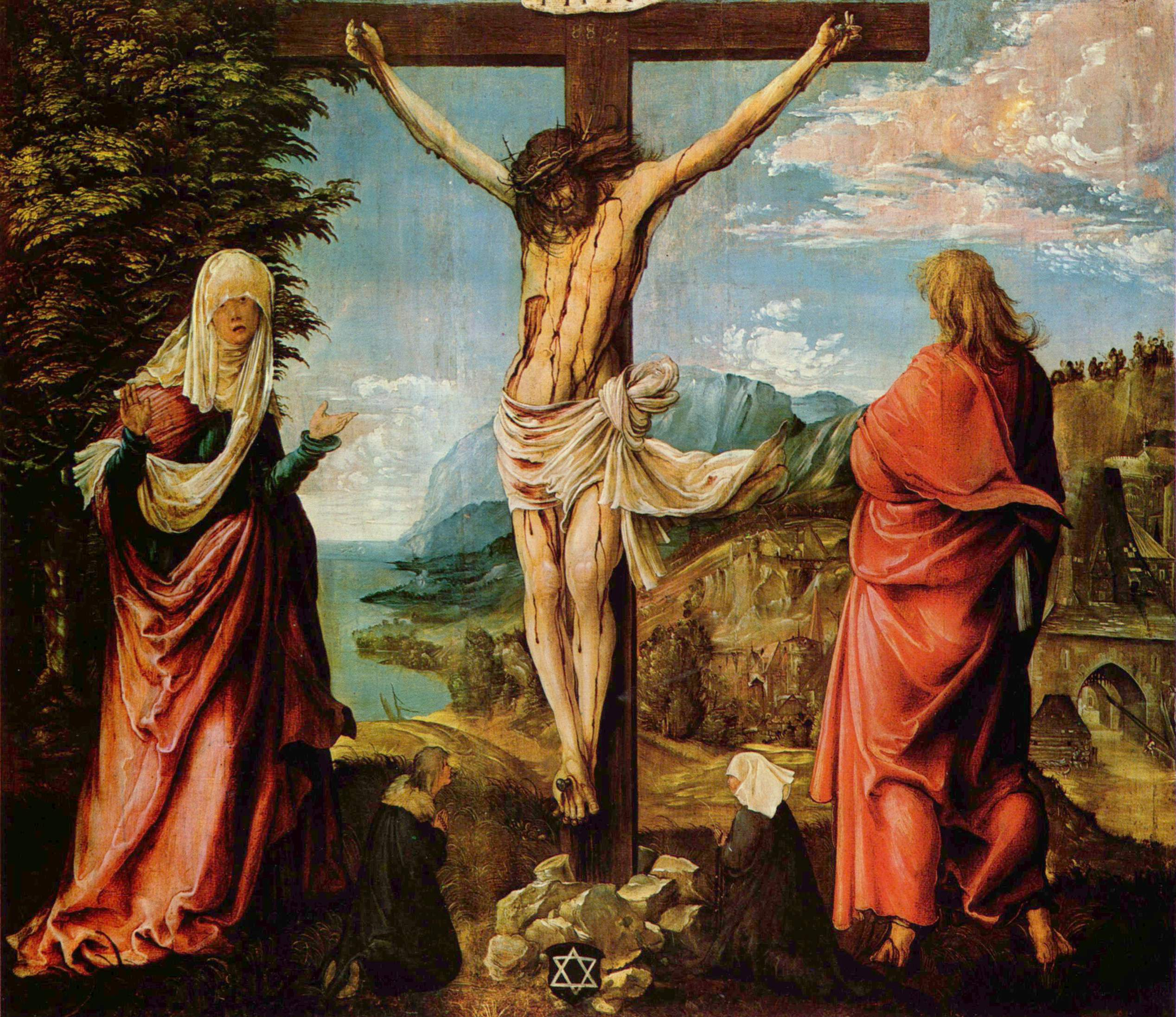
Christus am Kreuz mit Maria und dem Lieblingsjünger. Gemälde von Albrecht Altdorfer (1515)

In der historisch-kritischen Exegese werden der Apostel Johannes und der Evangelist des Johannesevangeliums meist als zwei verschiedene Personen identifiziert, die sich darüber hinaus auch vom Verfasser der Offenbarung des Johannes unterscheiden. Dagegen erkennt die altkirchliche Tradition hier ein und dieselbe Person, die sich nach Offb 1,9–11  auf der Insel Patmos aufgehalten habe und erst in sehr hohem Alter in Kleinasien als Bischof gestorben sei.
Justin der Märtyrer bezog sich im Dialog mit dem Juden Tryphon auf einen Apostel Johannes, den er mit dem Verfasser der Johannesoffenbarung identifizierte: „Ferner hat einer, der bei uns war, Johannes hieß und zu den Aposteln Christi gehörte, in einer Offenbarung prophezeit, die, welche an unseren Christus glauben, werden in Jerusalem tausend Jahre verbringen…“ Da der Dialog mit Tryphon in Ephesus angesiedelt ist, wird Justins Formulierung „bei uns“ so interpretiert, dass Johannes in Ephesus gelebt habe.

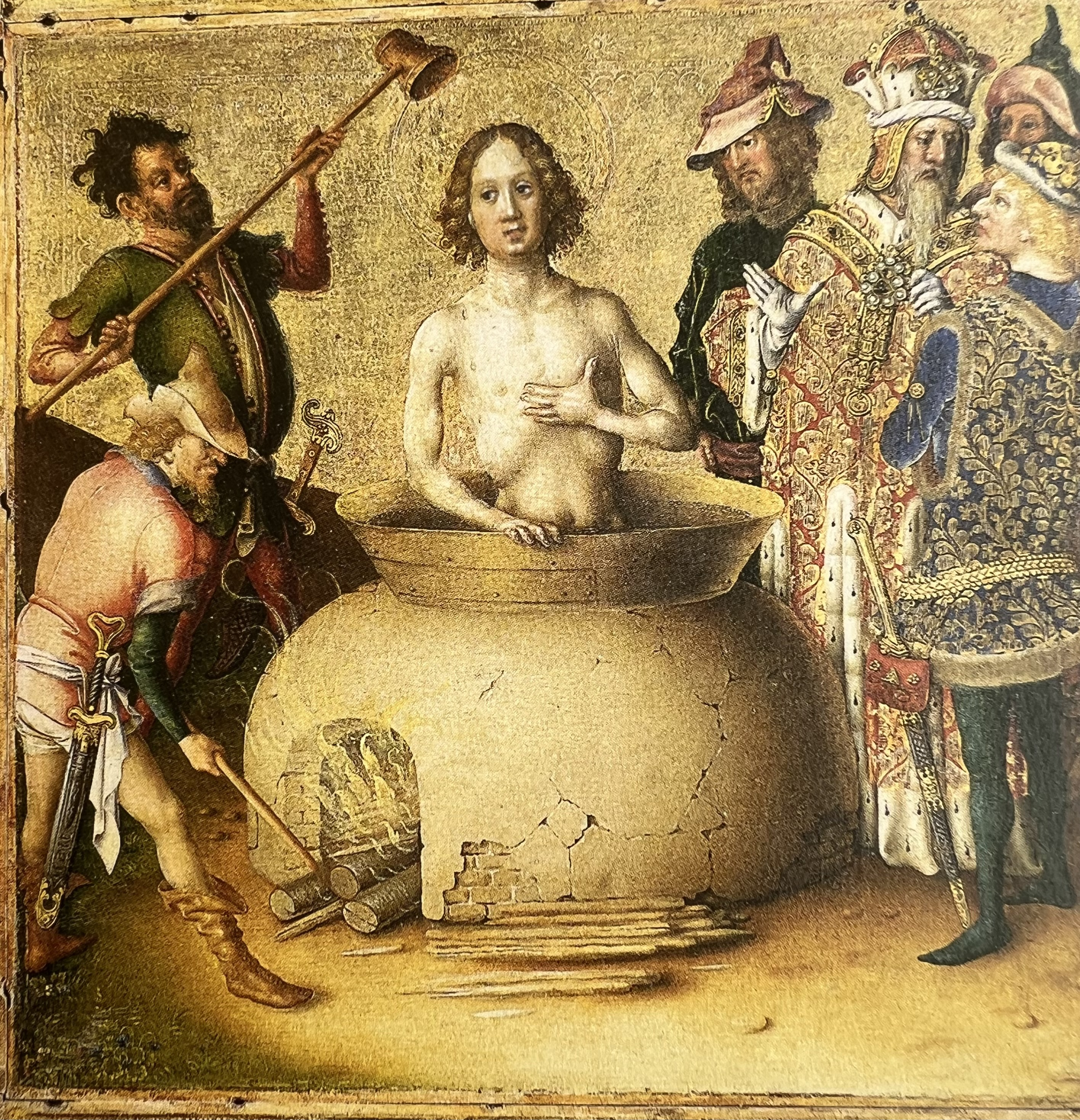
Martyrium des Johannes von Stefan Lochner

Es gibt keinen Hinweis auf einen Märtyrer-Tod, wie er bei allen anderen aus dem Kreis der zwölf Apostel in Heiligenlegenden überliefert wird. Der aus Kleinasien stammende Irenäus von Lyon, der im späten 2. Jahrhundert lebte, spricht an vielen Stellen vom Apostel Johannes. Nach Irenäus ist der Apostel auch der Verfasser des Johannesevangeliums, welches in Ephesus entstanden sei. Johannes habe dort noch bis in die Regierungszeit von Trajan – er amtierte 98–117 n. Chr. – gelebt. Nach einer Aussage des Kirchenhistorikers Eusebius von Caesarea aus dem 3./4. Jahrhundert soll er auch in Ephesus begraben worden sein an der Seite des Apostels Philippus. Für den Apostel Johannes als Autor des Johannesevangeliums wurden Andeutungen in Joh 19,35  und Joh 21,24  herangezogen. Auch der Umstand, dass in allen anderen drei Evangelien Johannes mehrmals namentlich erwähnt wird, jedoch im Johannesevangelium nie, ist ein Hinweis dafür. Die historisch-kritische Exegese nimmt hingegen eine längere Entstehungsgeschichte des Evangeliums an, die den Apostel als alleinigen Urheber der kanonisierten Fassung des Evangeliums ausschließt.

## Symbole und Ikonographie

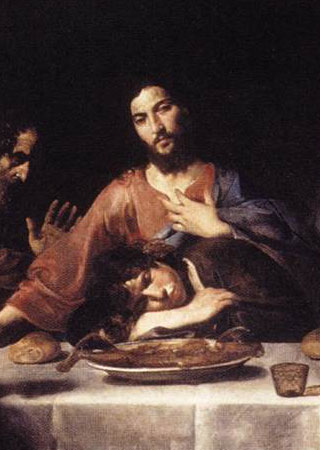
Jesus und Johannes beim Letzten Abendmahl von Valentin de Boulogne (1626)

Wegen der hohen Theologie seines Evangeliums ist das Symbol des Johannes als Evangelist der Adler. In der Bildenden Kunst wird Johannes als Jünger in der Regel als einziger aus dem Kreis der Apostel bartlos dargestellt, weil er während des Wirkens von Jesus (Jeshua) noch sehr jung gewesen sein muss, wenn er nach traditioneller Auffassung erst unter Kaiser Trajan gestorben ist, also in den Jahren 98 bis 117. In der Ikonografie ist sein Attribut in der Regel der Kelch mit Schlange (vgl. Tabelle Ikonografisches Heiligenattribut). Seltener wird sein Martyrium dargestellt, bei dem er (ähnlich wie Vitus) in einem Kessel sitzend mit siedendem Öl übergossen wird. Auf diese Tradition geht der Name der römischen Kirche San Giovanni in Oleo zurück. Entsprechende künstlerische Darstellungen gibt es etwa von Albrecht Dürer im Zyklus „Die Apokalypse“ und von Hans Fries „Hl. Johannes im Ölkessel“. Zur Ikonographie siehe auch

## Gedenktag
- In der katholischen, anglikanischen und vielen protestantischen Kirchen feiert man seinen Gedenktag am 27. Dezember. Der Gedenktag in vielen deutschen evangelischen Landeskirchen lautet offiziell „Fest des heiligen Apostels und Evangelisten Johannes“. Das Tagesevangelium an diesem Tag ist Joh 21,20–24 EU, die liturgische Festfarbe ist weiß. Vom Mittelalter bis zum frühen 19. Jahrhundert wurde auch am 6. Mai des Apostels Johannes gedacht. Das um 780 erstmals erwähnte Fest vom 6. Mai, zunächst nur Jahresgedächtnis der Einweihung einer Johanneskirche vor der Porta Latina in Rom, wurde später mit dem „Martyrium“ des Johannes in Beziehung gesetzt.
- In der orthodoxen Kirche, wo Johannes den Beinamen „der Theologe“ (der von Gott spricht) hat, werden seine Gedenktage am 8. Oktober und 15. Mai gefeiert.

## Benennungen und Patrozinien
- Patrozinien des Johannes siehe:
  - Sankt Johann, St. Johannes, Johannis – Orte und anderes
  - Liste von Johanneskirchen, Johanniskloster, Johannisfriedhof – speziell zu Sakralorten
- Johannisadler, Schildhalter in Staatswappen von Spanien, seit dem 5. Jahrhundert bekannt, seit 1980 nicht mehr im Wappen Spaniens
- Johannische Kirche, Evangelisch-Johannische Kirche nach der Offenbarung St. Johannis
- In anderen Sprachen siehe Johannes #Varianten.